# Yungasus hebardi
Yungasus hebardi är en insektsart som först beskrevs av Liebermann 1941.  Yungasus hebardi ingår i släktet Yungasus och familjen gräshoppor. Inga underarter finns listade i Catalogue of Life.